# Mistrzostwa Azji w Judo 2007
Mistrzostwa Azji rozegrano w Kuwejcie w dniach 16-17 maja 2007 roku.

## Tabela medalowa
| Poz.  | Państwo          |    |    |    | Łącznie |
| ----- | ---------------- | -- | -- | -- | ------- |
| 1.    | Japonia          | 7  | 1  | 5  | 13      |
| 2.    | Chiny            | 3  | 2  | 1  | 6       |
| 3.    | Korea Południowa | 3  | 1  | 9  | 13      |
| 4.    | Iran             | 1  | 2  | 1  | 4       |
| 5.    | Uzbekistan       | 1  | 1  | 3  | 5       |
| 6.    | Korea Północna   | 1  | 1  | 2  | 4       |
| 7.    | Mongolia         | 0  | 4  | 2  | 6       |
| 8.    | Tadżykistan      | 0  | 3  | 0  | 3       |
| 9.    | Kazachstan       | 0  | 1  | 5  | 6       |
| 10.   | Chiny            | 0  | 0  | 1  | 1       |
| .     | Indie            | 0  | 0  | 1  | 1       |
| .     | Kirgistan        | 0  | 0  | 1  | 1       |
| .     | Syria            | 0  | 0  | 1  | 1       |
| Razem | Razem            | 16 | 16 | 32 | 64      |

## Mężczyźni
| Waga    | Złoto:                 | Srebro:                    | Brąz:             | Brąz:           |
| 60 kg   | Masud Hadżi Achundzade | Rishod Sobirov             | Bazarbiek Donbaj  | Choi Min-ho     |
| 66 kg   | Bang Gui-man           | Chaszbaataryn Cagaanbaatar | Arasz Miresma’ili | Toshiaki Umetsu |
| 73 kg   | Kim Chol-su            | Rasul Bokijew              | Shokir Muminov    | Huang Chun-ta   |
| 81 kg   | Kwon Young-woo         | Sherali Bozorov            | Egamnazar Akbarov | Takashi Ono     |
| 90 kg   | Choi Sun-ho            | Nematullo Asranqulov       | Maksim Rakow      | Danil Babaev    |
| 100 kg  | Takamasa Anai          | Najdangijn Tüwszinbajar    | Utkir Kurbanov    | Yoo Kwang-sun   |
| +100 kg | Abdullo Tangriyev      | Mohammad Rudaki            | Shinya Katabuchi  | Kim Sung-bum    |
| Open    | Shinya Katabuchi       | Sejjed Mahmudreza Miran    | Youssef Al-Moneer | Kim Sung-bum    |

## Kobiety
| Waga   | Złoto:          | Srebro:                  | Brąz:                    | Brąz:            |
| 48 kg  | Emi Yamagishi   | Kim Young-ran            | Khumujam Devi            | Pak Ok-song      |
| 52 kg  | Shi Junjie      | Pak Myong-hui            | Natsuko Kimishima        | Kim Kyung-ok     |
| 57 kg  | Aiko Satō       | Xu Yan                   | Chiszigbatyn Erdenet-Od  | Lee Eun-hee      |
| 63 kg  | Yoshie Ueno     | Dou Shumei               | Marian Urdabajewa        | Hong Ok-song     |
| 70 kg  | Asuka Oka       | Żanar Żanzunowa          | Khüreldorjiin Batkhishig | Kim Mi-jung      |
| 78 kg  | Liu Xia         | Pürewdżargalyn Lchamdegd | Kumiko Horie             | Sagat Äbykiejewa |
| +78 kg | Midori Shintani | Dordżgotowyn Cerenchand  | Yuan Hua                 | Lee Jung-eun     |
| Open   | Yuan Hua        | Mai Tateyama             | Gülżan Isanowa           | Lee Jung-eun     |